# Трифон (архиепископ Ростовский)
Архиепи́скоп Три́фон (ум. 30 декабря 1468, Ярославль) — епископ Русской церкви, архиепископ Ростовский и Ярославский.
Канонизирован в лике святителей. Память — 1 февраля.

## Биография
Время и место рождения неизвестны.
С 1435 по 1447 год игумен Кирилло-Белозерского монастыря. В 1447 году освободил Василия Васильевича Тёмного от клятвы, запрещавшей ему претендовать на великокняжеский престол.
С 1453 по 1462 год — архимандрит Спасо-Преображенского монастыря на бору.
Был духовником великого князя Василия Васильевича Тёмного.
13 мая 1462 года хиротонисан во епископа Ростовского и Ярославского с возведением в сан архиепископа. Хиротонию возглавил митрополит Московский Феодосий.
В 1463 году состоялось открытие мощей святых благоверных князей Феодора и его сыновей Давида и Константина. Тела этих праведников по какой-то причине оставались непреданными земле в продолжение более чем ста лет, и гробы стояли в склепе под церковью. Во время предшествовавшей погребению торжественной панихиды на глазах у всех исцелились два человека, а вскоре, молясь у гробниц, прозрели две женщины. Мощи перенесли в церковь и о случившемся дали знать в Ростов. Архиепископ Трифон не счёл нужным ехать лично в Ярославль, а послал туда для освидетельствования мощей своего протопопа Константина, человека гордого и заносчивого. Не поверив словам о совершившихся чудесах и не встретив в обители ожидаемого почёта к своей особе, протопоп накричал на архимандрита и так грубо приступил к осмотру мощей, что разорвал схимнический аналав на князе Феодоре Ростиславовиче. За это он тут же был наказан болезнью. Когда весть об этом дошла до Ростова, владыка Трифон сам почувствовал расслабление за своё неверие. Он громко со слезами каялся в своём маловерии и приказал немедленно везти себя в Ярославль, где и получил исцеление. Он сделал богатый вклад в обитель и уже не пожелал возвращаться на свою кафедру, а провел остаток дней при гробе чудотворцев.
6 августа 1467 года отказался от епархии и поселился в Ярославском Спасо-Преображенском монастыре.
Скончался 30 декабря 1468 года. Погребён в Ярославском Спасо-Преображенском монастыре вместе с блаженным епископом Прохором (в схиме Трифоном), под каменной часовней монастыря.
Чтился народом как благочестивый подвижник за праведную и богоугодную жизнь.